# Paul Butler (boxe anglaise)
Pour les articles homonymes, voir Paul Butler et Butler.
Paul Butler est un boxeur anglais né le 11 novembre 1988 à Chester.

## Carrière
Passé professionnel en 2010, il devient champion d'Angleterre des poids super-mouches en 2012 puis champion du monde des poids coqs IBF en battant aux points son compatriote Stuart Hall le 7 juin 2014, titre qu'il laisse vacant le mois suivant sans l'avoir défendu.
Le 13 décembre 2022, il affronte Naoya Inoue pour le titre unifié des poids coqs mais s'incline par KO au onzième round.